# Chaetopappa
Chaetopappa é um género botânico pertencente à família Asteraceae.